# Bristol Britannia (Auto)
Der Bristol Britannia ist ein zweitüriges Oberklassefahrzeug des ehemaligen britischen Automobilherstellers Bristol Cars, der 1982 den Bristol 603 S2 ablöste und bis 1993 im Programm blieb. Gelegentlich wird der Britannia auch als 603 S3 bezeichnet. Der Britannia ist das Schwestermodell des teureren und stärker motorisierten Brigand. Beide Varianten wurden nur in äußerst geringen Stückzahlen produziert.

## Entstehungsgeschichte
Das in Gloucestershire ansässige Unternehmen Bristol Cars hatte seine Wurzeln in der Bristol Aeroplane Company, die 1910 in Bristol als Flugzeughersteller gegründet worden war. Nach dem Ende des Zweiten Weltkriegs gingen die Aufträge für Neuflugzeuge erheblich zurück. Um die Kapazitäten auszulasten, expandierte das Unternehmen – ähnlich wie Saab – in die Automobilbranche. Das erste Fahrzeug der neuen Marke, der Bristol 400, basierte auf technischen Komponenten der noch vor dem Krieg entwickelten BMW-Modelle 326, 327 und 328. Im Herbst 1958 führte Bristol mit dem viersitzigen 406 Saloon eine neue Modellgeneration ein, die eine Abkehr von der anfänglich betont sportlichen Ausrichtung der Marke bedeutete. Seit dem Bristol 407 von 1961 kamen US-amerikanische Achtzylindermotoren zum Einsatz, die zügiges Fahren ermöglichten; gleichwohl rückten Komfort und äußerliche Zurückhaltung bei Bristol zunehmend in den Vordergrund. Das galt auch für den seit 1969 in insgesamt fünf Generationen angebotenen geschlossenen Zweitürer 411 und seinen Nachfolger Bristol 603, der 1976 auf den Markt kam.
Der 603 war völlig neu gestaltet worden und hatte äußerlich keine Ähnlichkeit zu den Vorgängergenerationen. Er war außerdem das erste Auto der Marke, dessen Karosserie bei Bristol selbst hergestellt wurde. Durch eine Produktion im eigenen Werk versprach sich Bristols Inhaber Tony Crook eine größere Flexibilität und bessere Möglichkeiten, auf Phasen geringerer Nachfrage zu reagieren. Das auf Dudley Hobbs zurückgehende Design des 603 wurde kritisch gewürdigt. Beschreibungen reichten von „nicht besonders schön“ über „verschroben“ bis hin zu „wie der Eigenbau eines Dorfschmieds“.
Nach sechsjähriger Produktionszeit, in der etwa 70 bis 80 Exemplare des 603 entstanden, löste Bristol das kontroverse Modell durch den Britannia ab, der technisch nur im Detail, stilistisch aber in größerem Umfang verändert wurde. Dem Britannia stellte Bristol außerdem das Schwestermodell Brigand zur Seite, das die Karosserie des Britannia mit dem bislang nur im Beaufighter verwendeten Turbomotor kombinierte. Der Britannia wurde im September 1993 durch den Blenheim abgelöst.

## Modellbezeichnung
Mit der Modellbezeichnung Britannia nahm Bristol auf das gleichnamige Flugzeug des früheren Mutterkonzerns Bristol Aeroplane Company Bezug, der während des Zweiten Weltkriegs in größeren Stückzahlen produziert worden war. Damit wandte sich Bristol Cars erstmals von der jahrzehntelang gepflegten Tradition ab, die eigenen Fahrzeuge mit einem Zahlencode (400 bis 412 und 603) zu bezeichnen.

## Modellbeschreibung

### Rahmen und Fahrwerk
Der Bristol Britannia ist wie seine Vorgänger auf einem separaten Kastenrahmen mit Längsträgern und Quertraversen aufgebaut, dessen Konstruktion in seinen Grundzügen auf das Chassis des BMW 326 von 1937 zurückging. Die Aufhängung besteht vorn aus doppelten Dreiecksquerlenkern mit Schraubenfedern, hinten aus einer Starrachse mit Wattgestänge und Drehstabfedern.

### Karosserie und Innenraum

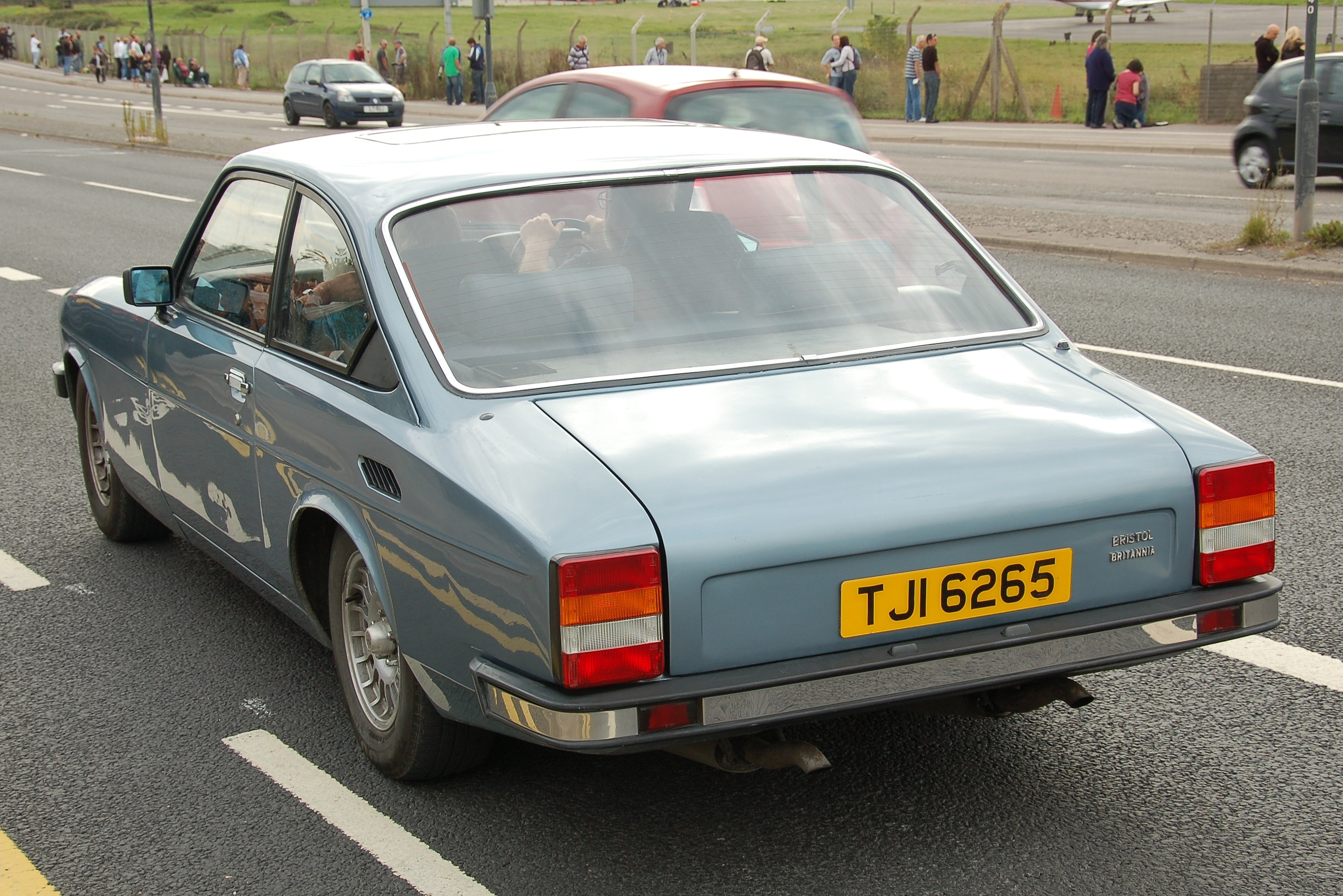
Heckpartie: Rückleuchten vom Bedford Van

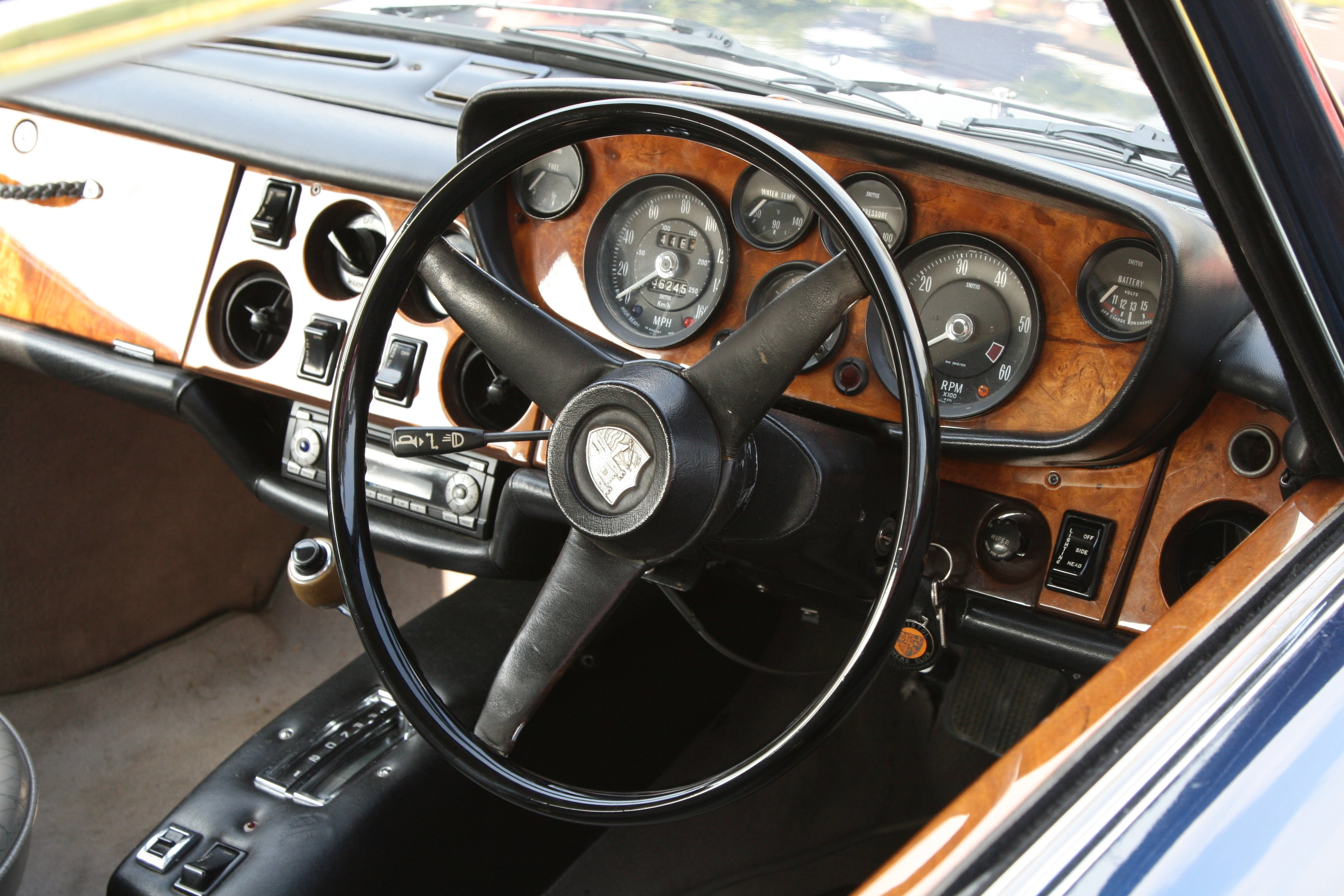
Weitgehend baugleich mit dem Britannia: Innenraum des Bristol 603

Die Karosserie des Britannia besteht aus einem mit dem Kastenrahmen verschweißten Stahlgerippe, das außen mit Aluminiumblechen beplankt ist.
Stilistisch ist der Britannia eine Weiterentwicklung des 603. Der Britannia übernahm das grundlegende Layout des 603 einschließlich der langen Motorhaube und der weit nach hinten versetzten Fahrgastzelle. Unverändert übernommen wurde dabei auch die Bristol-typische Lösung, das Reserverad bzw. die Batterie in einem von außen zugänglichen Abteil zwischen den Vorderrädern und der Tür unterzubringen. Einige Blechteile, darunter das Dach und die Türen, sowie die Verglasung des Britannia stimmen mit der des 603 überein. Alle anderen Karosserieteile waren neu gestaltet. Die deutlichsten Abweichungen gab es an der Front- und an der Heckpartie. Die Fahrzeugnase fällt weiter ab als die des 603. Vorne sind  je nach Wunsch des Kunden zwei oder vier rechteckige Breitbandscheinwerfer installiert, die je nach Quelle vom Talbot Tagora oder vom VW Scirocco II übernommen wurden. Dazwischen befindet sich eine schwarz lackierte Verkleidung des Kühllufteinlasses, deren Elemente im Stil des seit 197 bei Bristol üblichen Toaster Grill gestaltet waren. Die Blinkleuchten sind vorn in die Stoßstangen integriert. Die Rückleuchten stammen nunmehr vom Bedford CF1 Van; sie sind breiter als die des 603 und beinhalten jetzt auch die Rückfahrscheinwerfer. Die Nebelschlussleuchten sind in die hintere Stoßstange eingelassen. Diese Änderungen verschafften dem Bristol Britannia eine modernere Erscheinung. Spätere Modelle waren auf Wunsch mit schwarz lackierten Stoßstangen zu erhalten.
Der Britannia hat im Gegensatz zum Brigand werksseitig eine flache Motorhaube; dort ist eine deutlich gewölbte Motorhaube notwendig, um Platz für den Turbolader zu schaffen. Allerdings wurden auf Kundenwunsch auch einige Britannias mit der gewölbten Motorhaube des Brigand ausgeliefert.
Die Serienausstattung war gegenüber dem Bristol 603 deutlich verbessert worden. Nunmehr gehörten Klimaanlage, Zentralverriegelung und eine elektrische Sitzverstellung zum Serienumfang.

### Motor
Der Britannia wird wie bereits der Bristol 603 S2 von einem 5898 cm³ (360 cui) großen Small-Block-Achtzylinder aus Chryslers LA-Reihe angetrieben. Die Gemischaufbereitung besorgte nach wie vor ein Vierfach-Vergaser von Carter. Konkrete Leistungsangaben veröffentlichte Bristol nicht. In der Literatur besteht Einigkeit darüber, dass die von Bristol verwendeten Motoren durch spezielles Tuning eine höhere Leistung haben als die für die USA bestimmten Einheiten. Als Kraftübertragung setzte Bristol weiterhin eine Dreigang-Automatik vom Typ TorqueFlite von Chrysler ein.
Ab 1986 konnte der Britannia wahlweise mit einem (ungeregelten) Katalysator ausgerüstet werden; diese Modelle gingen vornehmlich in den Export in kontinentaleuropäische Länder, vor allem in die Schweiz.

### Fahrleistungen
Bristol gab für den Britannia eine Höchstgeschwindigkeit von 224 km/h (140 mph) an. Für die Beschleunigung von 0 auf 96 km/h (60 mph) benötigt das Auto „etwa 8 Sekunden.“

## Produktion
Der Bristol Britannia wurde von Oktober 1982 bis September 1993 produziert. In dieser Zeit änderten sich nur Kleinigkeiten. Die Phase schneller Modifikationen, die bezeichnend war für Bristols Modellpolitik in den 1960er und 1970er Jahren, war damit vorbei. Der Bristol Britannia wurde 1984 zu einem Preis von 46.000 Pfund verkauft, der Brigand war 3.000 Pfund teurer. Der herkömmlich angetriebene Britannia war das bei weitem erfolgreichere Modell; der aufgeladene Brigand wurde vergleichsweise selten produziert.
Zum Produktionsumfang veröffentlichte Bristol keine Informationen. Der Bristol Owners Club geht davon aus, dass im Durchschnitt etwa 12 bis 15 Fahrzeuge pro Jahr hergestellt wurden; die Zeitschrift auto motor und sport berichtete allerdings in einem Beitrag über europäische Luxusfahrzeuge aus dem Jahr 1987, dass 1986 kein einziger Bristol hergestellt worden sein soll. Eine Quelle beziffert den Produktionsumfang auf insgesamt 31 Autos.

## Rezeption
Es gibt nur wenige zeitgenössische Presseberichte zum Britannia. Die meisten Berichte befassten sich mit dem technisch attraktiveren, aber weitaus teureren und selteneren Brigand. Die Tester lobten die Fahreigenschaften des Britannia, die im Allgemeinen als komfortabel und entspannend anzusehen waren. Allerdings erreiche der Britannia bei sportlichem Betrieb nicht die Perfektion eines Jaguar XJ oder eines Mercedes-Benz 500 SEL: Bei höherer Belastung seien Schaltrucke und Fahrwerksgeräusche deutlich wahrzunehmen. Die Verarbeitungsqualität des Bristol wurde allerdings generell als hervorragend beschrieben.